# 平塚武二
平塚 武二（ひらつか たけじ、1904年7月24日 - 1971年3月1日）は、日本の児童文学作家。代表作に「風と花びら」「太陽よりも月よりも」「玉むしのずしの物語」などがある。

## 経歴
1904年（明治37年）7月24日、父・平塚福太郎、母・ハナの二男として、神奈川県横浜市中区末吉町に生まれる。1911年（明治44年）4月、横浜市立南吉田尋常高等小学校に入学。翌年、中区本牧三の谷に転居し、横浜市立本牧尋常高等小学校に転校する。1915年（大正4年）、平塚定吉、タケに養子縁組みする。1917年（大正6年）4月、神奈川県立第二中学校（現：翠嵐高校）に入学。1919年（大正8年）4月、東京の市立荏原中学校（現：日本体育大学荏原高等学校）に転入する。1922年（大正11年）、青山学院高等部予科に入学。1927年（昭和2年）、青山学院高等部英文科を卒業。卒論のテーマはオスカー・ワイルド。松永延造の知遇を得て指導を受ける。
1928年（昭和3年）、父親の死を受けて家を出て、東京牛込に下宿して翻訳などして過ごす。1929年（昭和4年）、岡田三郎より浜田広介を紹介される。雑誌『太陽』の編集者高梨菊二郎の紹介により鈴木三重吉の知遇を得、赤い鳥社に入社、三重吉の助手として働く。その後、休刊中の雑誌『赤い鳥』の復刊に向けて、与田凖一、豊田三郎らと共に準備にあたる。1931年（昭和6年）1月、『赤い鳥』は復刊され、7月号に処女作「魔法のテイブル」が掲載されるも、三重吉との確執から赤い鳥社をやめ、中外商業新報社（現：日本経済新聞）に入社、横浜港海事記者クラブに詰めることとなる。
1935年（昭和10年）9月15日、久住勝江と結婚。1938年（昭和13年）9月、病気のため中外商業新報社を退社し入院する。1939年（昭和14年）8月、療養所を退院して自宅療養となる。翌年4月、東京市発行の「隣組月報」の編集長となる（11月まで）。8月、奈街三郎、片山昌造らと同人誌「岩塩」を発行、作品を発表する。
1942年（昭和17年）、書き下ろしの童話集『風と花びら』を刊行する。翌年、童話集『海のふるさと』『歌とおどり』を刊行する。1944年（昭和19年）1月、長男が生まれる。9月、静岡県駿東郡の足柄山麓に疎開する。1945年（昭和20年）9月、日本児童文学者協会の設立準備委員となる。翌年3月に設立され協会の常任委員となる。。
1947年（昭和22年）2月、横浜市磯子区間坂に転居する。長編童話『太陽よりも月よりも』が刊行される。翌年には「ウィザード博士」「ヨコハマのサギ山」「ミスター・サルトビ」「玉むしのずしの物語」などを発表、1949年（昭和24年）には「カラス・カンザブロウ」「パパはのっぽでボクはちび」を雑誌で連載。また同じ頃、長崎源之助、佐藤さとる、いぬいとみこらの指導にあたり、同人誌『豆の木』発刊の後ろ盾となる。
1950年（昭和25年）1月、童話集『からすカンザブロウ』刊行。また、一年生用の国語教科書に「ダイコンとニンジン」「なきごえ」「ほし」が、六年生用に「玉むしのずしの物語」がそれぞれ採録される。
その後、「ヨシタカの生れた年」（1951年）、「いろはのいそっぷ」（1953年）、「馬ぬすびと」「ピューンの花」「すてきなサーカス」（1955年）、「うずまき丸」（1956年）、「魔女の時代」（1961年）などの作品を発表、NHKの放送劇として『スプーン君』（1951年）、『小さいかわいいおばあさん』（1953年）、『ポン坊や』（1957年）なども書く。
1964年（昭和39年）、長年の児童文学における業績に対し、第13回横浜文化賞を受賞。
1971年（昭和46年）2月10日、心臓発作を起こし横浜の鈴木病院に入院。2月28日、病状が悪化し、翌日心臓衰弱により死去。66歳没。戒名は本行院法修日武居士。6月、雑誌『日本児童文学』で平塚武二特集号が発行される。翌年、童心社より『平塚武二童話全集』（全6巻）が刊行される。
1980年（昭和55年）、平塚武二の作品を原作とした太田大八の絵本『絵本玉虫厨子の物語』が絵本にっぽん賞を受賞。

## 著書
画家については「絵：」の後に名前で統一した。書名・出版社名などは国立国会図書館NDL ONLINEのデータに準じた。書名が同じでも出版社や絵の担当が異なる場合は別扱いにした。原作者が表記されていない場合は（）で補った。

### 単著
- 『風と花びら』絵：小山内竜 帝国教育会出版部 1942
- 『赤十字』絵：中尾彰 帝國教育會出版部 1943.1
- 『海のふるさと』絵：小山内竜 泰光堂 1943
- 『歌とをどり 童話集』東榮社 1944.3
- 『にじが出た』絵：中尾彰 国民図書刊行会 1946.4→1948.10
- 『ニッポンノアマ』絵：小山内龍 中央出版株式会社 1947.3
- 『太陽よりも月よりも』絵：市川禎男 大日本雄辯會講談社 1947.8
- 『鶴と寫眞機』昭和出版 1947.9
- 『あたしの人形』教養社 1948.1
- 『あたらしい船』絵：茂田井武 傅育出版社 1948.3
- 『ミスターサルトビ』季節社 1948.7
- 『太郎と影』絵：鈴木信太郎 桜井書店 1948.7
- 『風と花びら』絵：茂田井武 中央公論社 1949.3
- 『からすカンザブロウ』絵：武井武雄 講談社 1950
- 『中を見よう』絵：由良玲吉 新潮社 1950
- 『なかよしなかよしスプーンくん』絵：鈴木悦郎 三十書房 1952
- 『パパはのっぽでボクはちび』絵：今関鷲人 コスモポリタン社 1953
- 『ガタガタ学校と花風先生』絵：久米宏一 泰光堂 1954
- 『世界の国王物語』絵：田中田鶴子 実業之日本社 1954
- 『ものしりねこちゃん』絵：天野邦弘 実業之日本社 1955
- 『太陽よりも月よりも』絵：市川禎男 講談社 1956
- 『日吉丸』絵：井口文秀 実業之日本社 1957
- 『風と花びら』絵：佐藤忠良ほか 麦書房 1958
- 『おかっぱさん』絵：すずきけんじ 麦書房 1958
- 『ものがたり徳川家康』絵：矢島健三 偕成社 1959→1968.3
- 『かにとこいし』絵：すずきけんじ 麦書房 1959
- 『ものがたり日本れきし』全10巻 偕成社 1961
- 『のぎくのなかのじぞうさま』絵：小林和子 実業之日本社 1963
- 『ひらつかたけじどうわ』絵：久米宏一 盛光社 1964
- 『ながれぼし』絵：初山滋 実業之日本社 1965
- 『いろはのいそっぷ』絵：上野収 実業之日本社 1965
- 『ものしりねこちゃん』絵：渡辺有一 実業之日本社 1965
- 『日本の国づくり・聖徳太子物語 物語日本史1』絵：依光隆ほか 学習研究社 1967
- 『馬ぬすびと』絵：太田大八 福音館書店 1968
- 『サルトビ先生』絵：赤坂三好、学習研究社４年の学習、1968年4月号[7] - 1969年3月号[8]
- 『太陽よりも月よりも』絵：田代三善 実業之日本社 1969
- 『タケヤブ村のトラヒゲ先生』絵：福田庄助 国土社 1969
- 『玉虫厨子の物語』絵：朝倉摂 学習研究社 1969
- 『姫の日記 わたしの更級』童心社 1970
- 『ながれぼし』絵：初山滋 実業之日本社 1971
- 『よみのくに にほんのしんわ1』絵：村上豊 ひかりのくに 1971
- 『ふしぎな力』原作：平塚武二 絵：小林与志 教育画劇 1971.2　※香山美子文による紙芝居
- 『ふしぎなちから 日本の幼年童話4』絵：津田櫓冬 岩崎書店 1972
- 『ヨコハマのサギ山』絵：太田大八 あかね書房 1973
- 『馬ぬすびと』全国学校図書館協議会 1975.11
- 『パパはのっぽでボクはちび』偕成社 1977.3
- 『パパはのっぽでボクはちび』岩波書店（岩波少年文庫） 1977.4
- 『風と花びら』絵：鈴木義治 岩波少年文庫 1977.7
- 『ピューンの花 ほか』絵：駒宮録郎 講談社（講談社の幼年文庫） 1978.10
- 『たまむしのずしの物語』偕成社文庫 1978.10
- 『馬ぬすびと』ポプラ社文庫 1978.9
- 『太陽よりも月よりも』絵：瀬川康男 童心社（フォア文庫） 1979.10
- 『絵本玉虫厨子の物語』絵：太田大八 童心社 1980.6
- 『いろはのいそっぷ』絵：長新太 童心社（フォア文庫） 1984.11
- 『七福神・風と花びら』絵：佐藤忠良,朝倉摂 むぎ書房（新編雨の日文庫） 1984.9
- 『風と花びら』絵：田代三善 新学社 1987.6
- 『すてきなサーカス』絵：長野ひろかず チャイルド本社 1999.11（2刷）

### 全集など
- 『日本児童文学全集〈13〉ごんぎつね』新美南吉, 與田凖一, 平塚武二, 土家由岐雄(著) 偕成社 1962
- 『平塚武二童話全集』全6巻 童心社 1972
- 『日本児童文学大系〈26〉村山籌子・平塚武二・貴司悦子集』ほるぷ出版 1978.11

### 翻訳・再話・伝記など
- 『おやゆびひめ アンデルセン童話』絵：沢田重隆 大日本雄弁会講談社 出版年不明
- 『したきりすずめ』絵：鈴木寿雄 国民図書刊行会 1948.12
- 『千一夜物語の物語』絵：川端実 桐書房 1949
- 『しあわせの王子』原作：ワイルド 絵：鈴木淳 講談社 1950 ※編著
- 『ふしぎの国のアリス』原作：ルイス・カロル 絵：中村正典 三十書房 1951
- 『じゃっくとまめの木』絵：谷俊彦 大日本雄弁会講談社 1953.4
- 『しあわせの王子』原作：ワイルド 絵：高畠華宵 大日本雄弁会講談社 1953.12
- 『人魚の姫』原作：アンデルセン 絵：岩崎ちひろ 鶴書房 1953
- 『シンドバッドのぼうけん』絵：梁川剛一 小学館 1954
- 『ピーター・パン』原作：バリ 絵：杉全直 トッパン 1955→フレーベル館 1969
- 『あおいとり』原作：メーテルリンク 絵：谷俊彦 講談社 1956
- 『おはなしイソップ イソップ寓話集』原作：アイソポス 絵：石垣好晴ほか 講談社 1956 ※編著
- 『アラビヤンナイト』絵：松井末雄 泰光堂 1956 ※編
- 『わし姫物語』原作：マリー女王 絵：松田穰 講談社 1956
- 『たから島』原作：スチブンソン 絵：宮木かおる ポプラ社 1957
- 『赤ずきん』原作：グリム兄弟 ポプラ社 1957
- 『トム・ソーヤーの冒険』原作：マーク・トウェイン 絵：杉全直 トッパン 1957→フレーベル館 1968
- 『ウィルヘルム・テル』原作：シラー 絵：矢車涼 偕成社 1957 ※編著
- 『しんでれらひめ』絵：水沢泱 講談社 1957
- 『しらゆきひめ』絵：松田穰 講談社 1957
- 『マッチうりの少女』原作：アンデルセン 絵：前島とも 麦書房 1958→1978.3
- 『ろばのノンちゃん』原作：シルバ 絵：太田大八 講談社 1958
- 『子じかものがたり』原作：ローリングス 絵：山中冬児 偕成社 1958
- 『今昔物語』絵：片岡京二 講談社 1958
- 『星の子』原作：オスカー・ワイルド 絵：高畠華宵 講談社 1958
- 『金の川の王さま』原作：ジョン・ラスキン 絵：長谷川露二 講談社 1958
- 『西遊記』原作：呉承恩 絵：大石哲路 あかね書房 1959 ※編
- 『人魚の姫』原作：アンデルセン 絵：岩崎ちひろ 鶴書房 1961
- 『ガリバーのぼうけん』原作：スウィフト 絵：若菜珪 小学館 1962
- 『そんごくう あんじゅとずし王』絵：池田浩彰 偕成社 1963
- 『イソップどうわ』原作：イソップ 絵：熊田千佳慕 偕成社 1964
- 『イソップどうわ』原作：イソップ 絵：油野誠一 講談社 1965→1969
- 『ピノキオ』原作：カルロ・コッローディ 絵：桜井誠 盛光社 1966
- 『西遊記』原作：呉承恩 絵：滝平二郎 講談社 1967
- 『こじき王子』原作：マーク・トウェイン 絵：杉全直 フレーベル館 1968
- 『笛ふき岩 中国古代寓話集』絵：赤羽末吉 小峰書店 1968 ※編
- 『赤ずきん』原作：グリム兄弟 絵：三好碩也 ポプラ社 1969
- 『むかしむかしのおつきさま』絵：渡辺三郎 小峰書店 1969 ※編
- 『徳川家康』絵：矢島健三 偕成社 1970
- 『赤ずきん』原作：グリム 絵：新井五郎 ポプラ社 1957 ※編著
- 『たから島』原作：スティブンソン 絵：東重雄 ポプラ社 1972
- 『更級日記』原作：菅原孝標女 絵：竹山博 童心社 2009.2